# 定津院
定津院（じょうしんいん）は、長野県東御市祢津西宮にある曹洞宗の寺院。山号は臨川山。

## 概要
祢津上総介信貞が曹洞宗に帰依し、拈笑宗英禅師(ねんしょうそうえい ぜんじ)を開山に招き、宝徳元年（1449年）祢津氏の城館外に精舎を建立し、祢津氏の菩提寺となる。元和8年（1632年）、祢津伊予守信直は真田氏に従い松代に移封したが、累代の墓所は当寺に残された。正保4年（1647年）、松平忠利 (松平忠節)が分知により、祢津知行所の領主となると、その庇護により、江戸幕府から35石の朱印状を受けた。
寺宝としては、拈笑宗英禅師の絵画（頂相）の他、武田家巻竜御朱印伝馬5匹の書、天正12年領主・祢津昌綱寺領書、武田家寄付の堆朱塗りの香壺、御涅槃像大軸（狩野信長筆）などがある。

## 境内
三間三戸、入母屋、銅板葺きの楼門形式。山門背後には六地蔵が安置される。一間一戸、入母屋、銅板葺きの鐘楼門を配置し、門の両脇には廻廊がある。『鐘楼門』は門上に『鐘』を有する。

## 巨石の逸話
境内背後の山中に松平忠節の奥方了照院（長州藩家臣宍戸但馬守の娘）が婦人病の平癒を祈願したという巨岩が残されている。巨石の正面には、釈迦如来（しゃかにょらい）と多宝如来（たほうにょらい）の2尊像の座像が蓮華座の上に並んで線彫りされている。この巨岩は「祢津お姫様巨石」として信仰の対象となり、婦人病に悩む人々が遠方から参拝に訪れる。

## 本末関係
定津院の本寺は明和年間以降、最勝院から山梨県甲府市の興因寺となった。
- 總持寺→ 永沢寺→最乗寺→最勝院 (伊豆市)→ 興因寺→定津院

定津院の末寺は孫末寺を加えると35寺。